# 火鳥二
鳳凰座ι，又名CD-4315420，HD 221760、SAO 231675、HR 8949，是鳳凰座的一颗恒星，视星等为4.71，位于銀經343.07，銀緯-68.07，其B1900.0坐标为赤經23h 29m 41.8s，赤緯-43° -68.07′ 5″。